# Stipa fallacina
Stipa fallacina är en gräsart som beskrevs av Michail Klokov och Osychnyuk. Stipa fallacina ingår i släktet fjädergrässläktet, och familjen gräs. Inga underarter finns listade i Catalogue of Life.